# Pelagi de Còrdova
Pelagi (Albeos, Crecente, Pontevedra, ca. 912 – Còrdova, 926) fou un nen cristià, mort a Còrdova a mans dels musulmans. Considerat màrtir, és venerat com a sant per l'Església catòlica.

## Biografia
Pelagi havia estat pres en una campanya que els musulmans havien fet per terres de Galícia, al 920, després de la batalla de Valdejunquera, i va ésser dut a Còrdova amb molts altres presoners cristians, entre els quals el seu oncle el bisbe Hermogi de Tui. Aquest fou alliberat perquè pogués tornar i recollir un rescat mentre que Pelagi quedà com a ostatge.

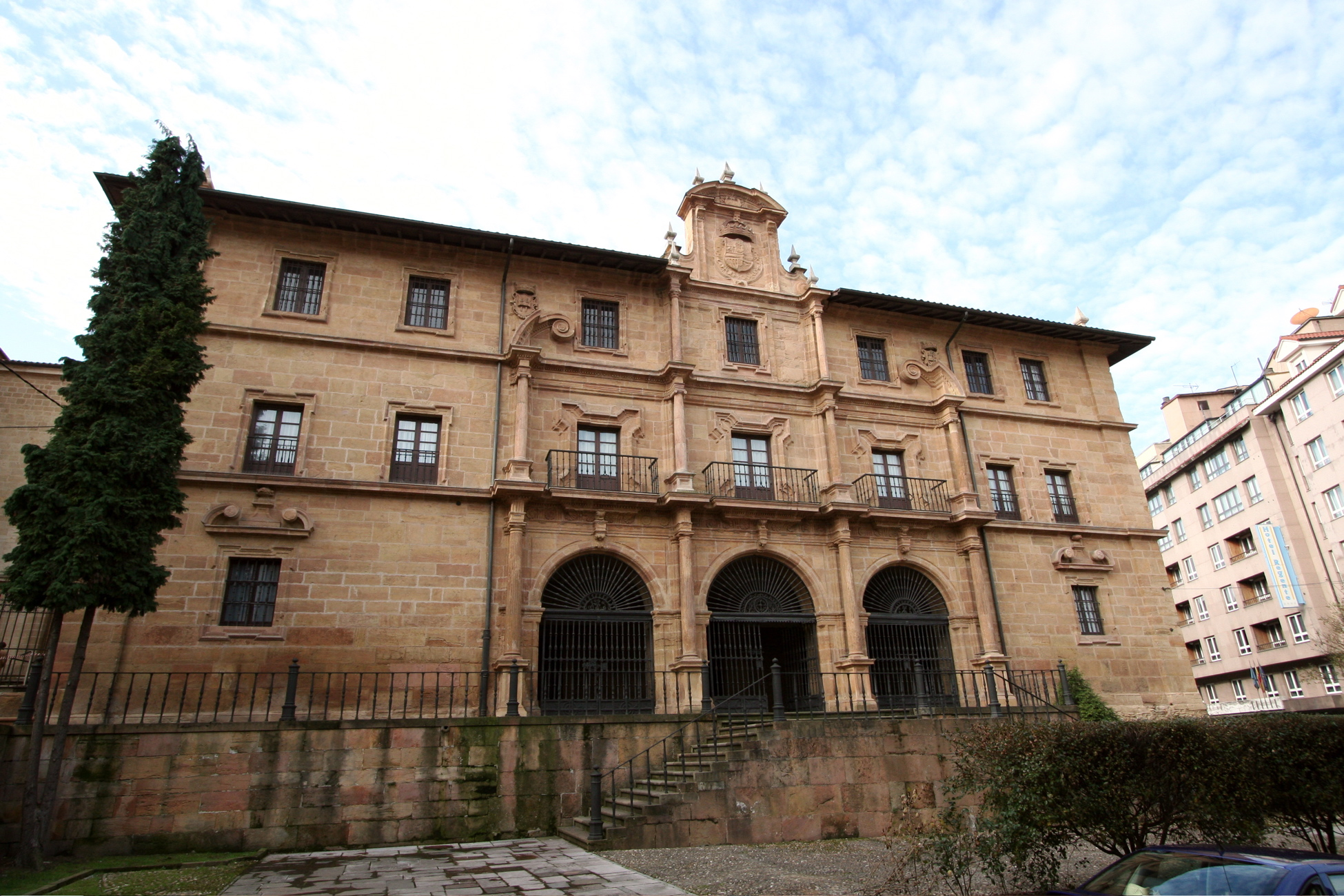
Monestir de San Pelayo d'Oviedo, anomenat de Las Pelayas.

El rescat no arribà i Pelagi, mentrestant, va servir com a patge a la cort reial. La versió més moderna de la història és que va començar a predicar la fe cristiana; el califa Abd-ar-Rahman III, impressionat pel seu coratge i la seva intel·ligència li oferí la llibertat si es convertia a l'islam, però Pelagi ho rebutjà.
La versió original de la història diu que el noi va créixer i en arribar als tretze anys era d'una gran bellesa, i va desvetllar el desig sexual en el califa, que li demanà de tenir relacions amb ell. Aquesta història afavoria la propaganda cristiana que demonitzava els musulmans com a viciosos i sodomites. Pelagi es negà a mantenir relacions sexuals i rebutjà el califa, recriminant-li el seu desig. Aquest, enrabiat, el feu torturar i matar, essent desmembrat.

## Veneració
Considerat com a màrtir, fou venerat ben aviat com a Sant Pelagi, amb festivitat el 26 de juny.
La seva devoció s'estengué ràpidament, sobretot pel Regne de Lleó i Galícia, probablement arran de la translació de les seves relíquies durant el segle xi, primer a Lleó i finalment al monestir benedictí de San Pelayo d'Oviedo, que en prengué el nom. Hroswitha de Gandersheim li dedicà un dels seus poemes, Pelagius. Era vist com el paradigma de la lluita contra l'homosexualitat.
Algunes poblacions, sobretot al nord de Castella i Lleó i Galícia, el tenen com a patró o tenen esglésies dedicades al sant màrtir.